# Rénatus Njohole
Rénatus Boniface Njohole (ur. 16 czerwca 1980 w Dar es Salaam) – tanzański piłkarz występujący na pozycji pomocnika.

## Kariera klubowa
Njohole rozpoczął karierę w tanzańskim zespole Milambo Tabora. Następnie grał w Simba SC, a w 1999 roku przeszedł do szwajcarskiego Yverdon-Sport FC. W pierwszej lidze szwajcarskiej zadebiutował 9 kwietnia 2000 w wygranym 3:0 meczu z Neuchâtel Xamax. W sezonie 2000/2001 zajął z klubem 10. miejsce w lidze i spadł z nim do drugiej ligi, w której grał dla Yverdonu przez kolejne trzy sezony.
W połowie 2004 roku odszedł do czwartoligowego FC Valmont, ale już w styczniu 2005 wrócił na poziom drugiej ligi, zostając zawodnikiem zespołu FC Baulmes. Jego barwy reprezentował do końca sezonu 2006/2007. Potem przeniósł się do czwartoligowego FC Le Mont, z którym w ciągu dwóch sezonów zanotował dwa awanse, najpierw do trzeciej ligi, a potem do drugiej.
W styczniu 2010 przeszedł do trzecioligowego FC Bavois, z którym w sezonie 2009/2010 spadł do czwartej ligi. Po sześciu sezonach awansował z nim jednak z powrotem do trzeciej ligi. W 2017 roku zakończył karierę.
W pierwszej lidze szwajcarskiej rozegrał 11 spotkań, a w drugiej – 142 (12 goli).

## Kariera reprezentacyjna
W reprezentacji Tanzanii Njohole grał w latach 2002–2006.